# Хафиз ел Асад
Хафиз ел Асад (арап. حافظ الأسد‎ Ḥāfiẓ al-ʾAsad, модерни арапски: Хафиз ел Асад; Кардаха, 6. октобар 1930 — Дамаск, 10. јун 2000) био је сиријски политичар и припадник Оружаних снага Сирије. Он је био на функцији председника Сирије (1971—2000), председника Владе Сирије (1970—1971), министар одбране Сирије (1966—1972), Регионални секретар сиријског огранка Арапске социјалистичке БАС партије, генерални секретар Националне команде БАС партије (сиријска фракција) (1970—2000).

## Порекло породице ел Асад
Порекло породице ел Асад може се пратити од друге половине 19. века. Деда Хафиза ел Асада звао се Сулејман, а због своје храбрости и јачине добио је назив ел Вахиш (арап: дивљи) који је постао његово презиме. Романсирана прича каже да је Сулејман у својим четрдесетим успео да савлада снажног турског борца који је изазивао људе на тучу. Снага и храброст допринеле су да Сулејман и његова породица заузму угледно место међу локалним породицама. Такође, за Сулејмана се говорило да је био добар стрелац. О томе је сачувана и прича да је, непосредно пред почетак Првог светског рата, заједно са својим људима савладао одред османских војника који су дошли да сакупе порез и регрутују младиће за војску. Све је то учинио уз помоћ сабље и старих мускета.
Због своје одважности, у времену и месту у коме је физички обрачун био уобичајен начин решавања размирица, Сулејман је постао човек од угледа те је ради мирног решавања спорова између завађених породица именован за кадију.
Син Сулејмана ел Вахиша, Али Сулејман (1875–1963), био је отац Хафиза ел Асада. Од свог оца наследио је физичке особине и праведност те је наставио посао кадије. Током двадесетих година 20. века Али Сулејман помагао је расељеним становницима који су напустили северне делове покрајине Алепо које су Французи препустили Турској. Женио се два пута, а за преко тридесет година проведених у браку имао је 11 деце. Његова прва жена, Саида из из Хафеха, родила му је тројицу синова и две ћерке. Друга његова супруга, Наиса, двадесет година млађа од њега, била је ћерка Османа Абуда из села Кутилба. Она је у браку са Али Сулејманом имала једну ћерку и петорицу синова.
Године 1927. Али Сулејман, услед раста угледа у друштву, мења своје презиме ел Вахиш у ел Асад (арап. лав). Постоје неколико верзија приче како је дошло до тога. Најпознатија је да је заједница видела да је Али Сулејман био високо цењен у друштву те су једном приликом изјавили: „Ниси ти дивљи (арап. ел вахиш), ти си лав (арап. ел асад)“.
У другом браку, Али Сулејмана и Наисе, рођен је Хафиз, 6. октобра 1930. као четврто дете по реду.‍:p. 5 Хафиз је рођен у алавитској породици у селу Кардаха, у Латакији.

## Образовање
Мандатна управа Француске над Левантом погодовала је отварању школа и у најудаљенијим местима планинских делова Сирије. Као утицајан отац, Сулејман је Хафизу обезбедио место у основној школи у Кардахи чиме је постао прво дете у породици ел Асад које ће примити формално образовање.‍:p. 6
Током школске 1939/1940, деветогодишњи Хафиз почео је да похађа школу у Латакији, провинцијском центру удаљеном 30 километара од Кардахе. Године 1942. Хафиз је био један од четворице ученика који су могли да полажу испит за добијање дипломе која је касније омогућавала упис у средњу школу у Латакији.‍:pp. 11–12
Због ратних збивања Хафиз је тек 1945. године кренуо у први разред средње школе. Средње образовање трајало је седам година, а у лето 1951. добио је диплому о завршеном средњем образовању.‍:pp. 24–26 Током 1949. породица ел Асад се сели из Кардахе у Латакију јер је Хафизов брат Рифат започео средњошколско образовање. Док је био ученик, Хафиз је дошао у додир са учењем симпатизера БАС партије, а свој политички ангажман започео је као председник комитета за ђачка питања у последњих две године образовања (1949–1951). У току школовања упознао је Абдула Халима Хадима, сунитског муслимана из Банијаса, који ће касније постати Хафизов најближи сарадник, министар спољних послова Сирије и потпредседник Сирије.‍:pp. 36–37
Млади Хафиз ел Асад је желео да постане пилот али у земљи тих година ратно ваздухопловство било је у повоју као и остатак оружаних снага. У јесен 1952. Хафиз се пријављује на Војну академију у Хомсу. Она је била приступачна за студенте из провинције који су долазили из мање имућних породица. Студирање и смештај су били бесплатни јер је сиријско руководство настојало да охрабри младе људе да се професионално баве војном службом. После одласка Француза из Сирије 1946. и рата против Израела 1948. дошло је до недостатка кадрова у сиријској војсци. Младићи из имућнијих породица су се бавили исплативијим и мање напорним пословима те нису били вични војној служби. На другој страни, празна места у војсци заузимали су младићи из руралних средина. Једина летачка школа у Сирији у то време била је она у Алепу (од 1952. добија статус Академије) у коју је и сам Хафиз пребачен 1953. године. Ту упознаје Мустафу Тласа, сунитског муслимана из Растана, који ће касније постати његов најближи човек од поверења и министар одбране Сирије. Статус пилота стекао је успешним дипломирањем 1955. године.‍:pp. 38–40

## Војна каријера (1955–1958)
Након окончања летачке академије у Алепу, Хафиз ел Асад распоређен је у ваздухопловну базу Мезе, недалеко од престонице Сирије.‍:p. 49
Долазак Гамала Абдела Насера на челу Египта одразио се на односе са Сиријом. Египат и Сирија потписали су одбрамбени пакт ради заштите од Израела, који је у пар наврата нападао сиријске положаје северно од Галилејског језера. На ову одлуку, између осталих разлога, утицао је и раскид сарадње Велике Британије и Сирије у погледу обуке сиријских пилота. Као приврженост Насеру, Сирија је послала неколико пилота на шестомесечну обуку 1955. године. Међу њима је био и Хафиз ел Асад. Почетком 1956. вратио се у Сирију и био је распоређен у ваздухопловној бази близу Дамаска у којој су били смештени стари авиони Фиат и Метеор. У време избијања Суецке кризе, Хафиз ел Асад обављао је редовне дужности патролирања авионом северном и источном Сиријом. Полетање је вршио из базе Најраб, близу Алепа. Приликом једног пресретања британског авиона који је летео из правца Абу Камал на Еуфрату, Асад је испалио хице упозорења испред британског авиона који се потом запутио ка Кипру. У једном ноћном пресретању, Хафиз умало није погинуо због неисправних кочница на авиону када је промашио писту аеродрома. Приликом истраге утврђено је да је знао да су кочнице неисправне и да се оглушио о наређењу да не иде на задатак уколико је авион у квару.‍:pp. 51–53
Страх сиријских политичара из БАС партије од преузимања власти од стране комуниста у Сирији допринео је зближавању сиријског и египатског руководства. Врхунац те сарадње био је стварање Уједињене арапске републике (УАР) почетком 1958. године и уједињење Египта и Сирије. У идеолошком смислу БАС партија у Сирији је прижељкивала уједињење са Египтом јер се то уклапало у њихову идеологију уједињења свих Арапа али било је и практичне природе за спречавање комуниста да дођу на челу Сирије. Сиријски народ и политичко руководство видели су Насера као фактора који ће сузбити растућу моћ комуниста у Сирији па је његов долазак у Дамаску пропраћен масовним одушевљењем народа. Међутим, унија Египта и Сирије која је требало да буде равноправни савез две државе убрзо се претворила у савез држава у коме доминира Египат. Сиријски политичари морали су да раде у Каиру одакле нису могли да учине много за сиријски народ. Поред тога, Насер је, по угледу на Египат, у Сирију завео владавину једне партије, а остале су морале бити укинуте (укључујући и БАС партију). Долазак египатских војних и цивилних управника на чело неких важних институција није наишло на одобравање сиријског народа и политичара.
Године 1958, Хафиз се венчао са Анисом Махлуф која је потицала из угледне породице, а у коју се заљубио после повратка из Египта. Против овог брака био је Анисин отац Ахмад који је био симпатизер Сиријске социјалистичке националне партије док је Хафиз био члан БАС партије. Уз помоћ Анисине ујне и мајке, брак је ипак склопљен. Новооснована породица населила се недалеко од ваздухопловне базе Мезе. Неколико недеља касније Хафиз ел Асад морао је да иде на обуку ноћног летења у Совјетски Савез те су Хафиз и Аниса били раздвојени око годину дана. Већ трудна Аниса, вратила се у своје родно село Бустан ал-Паша где је чекала свог супруга. Сиријски пилоти тражили су од совјетских инструктора да раде и прековремено само да би што пре окончали обуку и вратили се у Сирију. Обука је окончана после 10 месеци.‍:pp. 55–57

## Каријера
Био је први у својој породици који је ишао у средњу школу, а на војној академији је добио бесплатно високо образовање.
Противио се уједињењу Египта и Сирије у Уједињену Арапску Републику и био је затворен краћи период јер је тврдио да Насер има превише власти у својим рукама.
Умро је 2000. од срчаног удара док је разговарао телефоном са либанским председником Емилом Лахудом.
Отац је бившег председника Сирије, Башара ел Асада.